# Adam Weishaupt
Johann Adam Weishaupt (Ingolstadt, 1748. február 6. – Gotha, 1830. november 18.) német filozófus, egyetemi tanár, szabadkőműves, az illuminátus rend alapítója. Mint a jezsuiták ellenfele és felvilágosító fokozatosan liberálissá lett vallási és politikai nézeteiben. Előnyben részesítette a deizmust és a republikanizmust.

## Élete
Weishaupt Ingolstadtban nőtt fel. Apja jogászprofesszor volt. A fiatal Weishaupt az ingolstadti jezsuita gimnáziumba járt. Mivel korán árvaságra jutott, Christian Wolff filozófus tanítványa, Johann Adam von Ickstatt adoptálta, aki Wolff felvilágosult filozófiája szellemében nevelte. Tizenöt évesen abbahagyta a gimnáziumot, hogy megkezdje egyetemi tanulmányait. Az ingolstadti egyetemen filozófiát, történelmet és az államtudományt hallgatott, és 1768-ban a filozófia doktorává avatták. 1772-ben a jog magántanára, 1773-ban az egyházjog professzora lett Ingolstadtban.
Weishaupt 1776. május 1-jén megalapította a Perfektibilisták szövetségét (más néven Méh-rend), ami később illuminátus rend néven lett ismertté. A rend küldetése az erkölcs és jó tevés fejlesztése és jó emberek egyesületének létrehozása, hogy így gátat emeljen a gonosz terjedésének. A társaság igazi karakterét egy kifinomult nevelési rendszer adta, a jó tetteket és az illedelmességet támogatva. A cél az abszolutisztikus állam feleslegessé tétele annak a rend tagjaival való behálózása révén. Weishaupt renden belüli titkos neve Spartacus volt. Amikor Adolph Knigge 1780-ban belépett a rendbe (az ő titkos neve Philón) az illuminátusok lendületes fejlődésnek indult és elterjedt a német nyelvterületen, mivel Knigge az új tagokat elsősorban a szabadkőművesség soraiból toborozta.
Weishaupt csak 1777-ben lett szabadkőművessé a müncheni páholyban („Zur Behutsamkeit“ = légy résen), ahol a ‚Sanchoniaton‘ titkos nevet kapta. Amint felfedezték Bajorországban az illuminátusokat, megváltoztatta nevét, az újabb neve ‚Cocyrus‘ lett, de néha a‚Scipio Aemilianus‘ nevet használta. Franz Xaver von Zwackkal együtt  elkezdtek azon dolgozni, hogy az Illuminátusok egész rendszerét a szabadkőművességtől megismert alapokra helyezzék. Constantin Costanzo márki segítségével  a berlini Royal York nagypáholynak a müncheni Theodor zum guten Rat páholy számára készült szabadalmát megszerezték, ez utóbbi páholyt függetlenné nyilvánították és tagjait átemelték az Illuminatátusokba.
1784-ben a bajor kormányzat betiltotta az Illuminátusokat, Weishaupt elveszítette az egyetemi állását Ingolstadtban, és Regensburgba menekült. II. Ernő szász–gotha–altenburgi herceg (aki 1783-tól maga is illuminátus volt ‚Quintus Severus‘, illetve ‚Timoleon‘ néven), Gothában menedéket nyújtott neki. Itt Weishaupt 1786 vagy 1787(?)-től udvari tanácsosi rangban élt, felelősség nélkül, de pénzbeli javadalmazással. Itt született egy sor az Illuminátusokat igazoló írása, köztük az Illuminátusok Bajorországi üldözésének részletes története (Vollständige Geschichte der Verfolgung der Illuminaten in Bayern) (1785),  Vázlat az Illuminátusokról (Schilderung der Illuminaten) (1786), Ami az Illuminátusokat menti. (Apologie der Illuminaten) (1786) és Az Illuminátusok javított rendszerének leírása az intézményeivel és fokozataival (Das verbesserte System der Illuminaten mit allen seinen Einrichtungen und Graden) (1787).
1808-ban a Bajor Tudományos Akadémia levelező tagja lett Montgelas kezdeményezésére, akivel Weishaupt rendszeres levelezést folytatott. Az akadémiában Weishaupt fontos szerepet játszott, amennyiben radikális felvilágosító gondolatvilágát sok akadémikus osztotta.
Weishaupt 1830-ban Gothában halt meg, az azóta megszűnt régi temetőben temették el a korán (1802-ben) elhunyt Wilhelm fia sírja mellett. Sírköve ma már nincs meg, fényképek tanúsága szerint sem születését, sem halálát nem tüntette fel évszám, csupán egy felirat állta rajta: Itt nyugszik Weishaupt / egy megbecsült férfi, kinek művelt szelleme volt, / a szabadság polgárságának első polgára!
Gothában még mindig áll egykori háza, amely közvetlenül a Friedenstein-kastéllyal szemben, a Parkallee 13-ban a Gothai Hercegi Múzeum mellett található. Ingolstadtban, az Illuminátusok egykori gyűléstermét magába foglaló ház oldalán ma emléktábla van. Ez az épület a város sétáló zónájának közepén, a Theresienstraße 23-ban van.

## Összeesküvés-mítoszok
Adam Weishaupt, mint az illuminátus rend alapítója spekulatív összeesküvés-elméletek elmaradhatatlan elemévé vált. Ezek különösen a jobboldali-konzervatív csoportokban az Amerikai Egyesült Államokban terjed. Weishauptról azt állítják, hogy az illuminátusok betiltása után titokban tovább működött, és francia szabadkőműves körökkel tartott fenn kapcsolatot. Kevés olyan ismert szövetség van ma, amit nem gyanúsítanak meg azzal, hogy az illuminátusok szövik át, vagy egyenesen az Illuminátusok utódja. A katolikus egyház ellenséges, az illuminátusokat támadó kijelentéseihez hasonló elméleteknek eredeti szerzője a 19. század elején egy jezsuita abbé, Augustin Barruel. Adam Weishaupt mai népszerűségét főként az ilyen elméleteknek köszönheti. Szélsőjobboldali összeesküvés-elméletekben fellelhető a 19. század utolsó évtizedeitől kezdve az a kijelentés is, hogy Adam Weishaupt zsidó volt és ő írta meg „Sátán új testamentumát”, azaz a „Cion bölcseinek jegyzőkönyvei”-t.

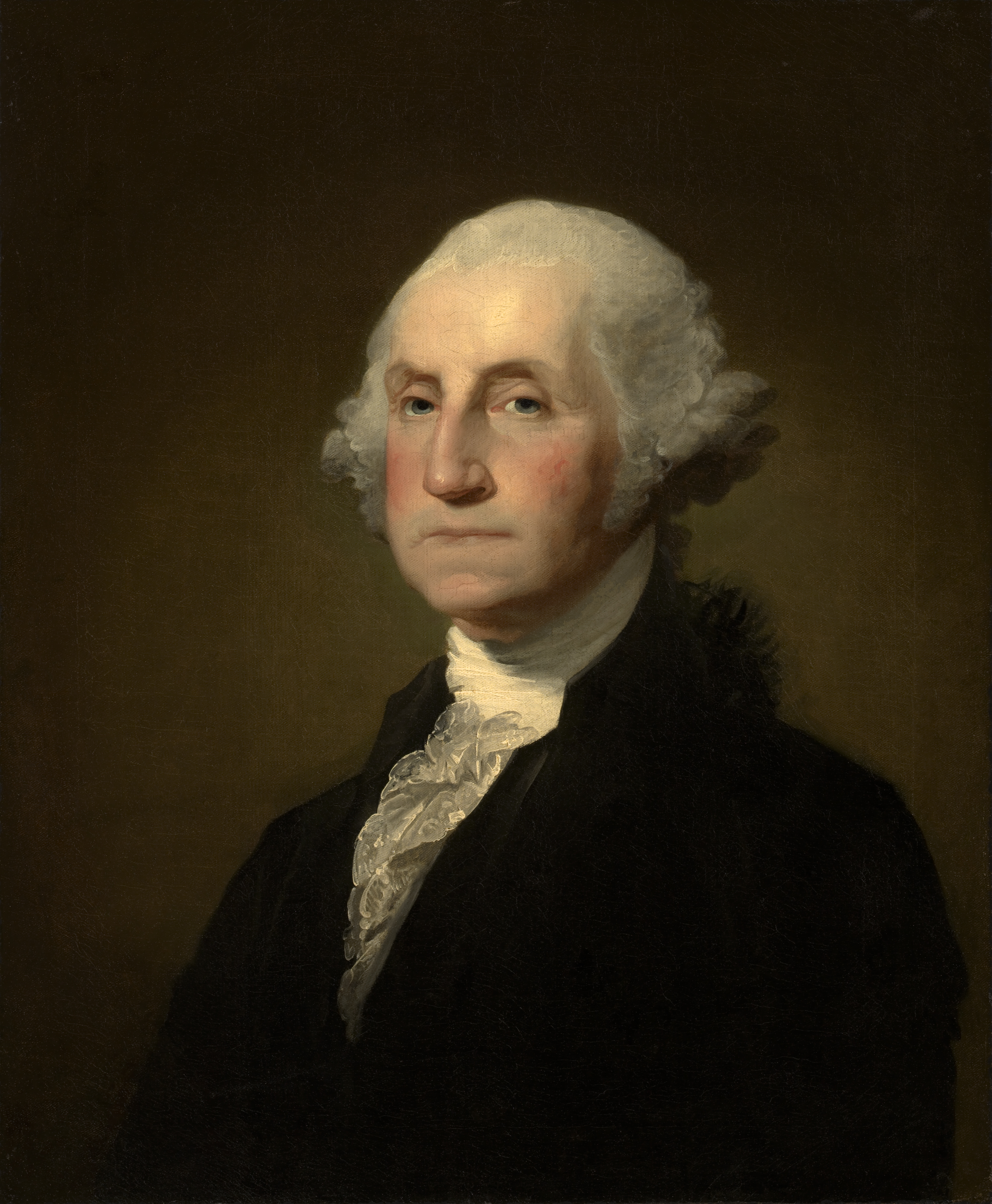
George Washington; a hasonlóság csekély Adam Weishaupthoz

Robert Anton Wilson és Robert Shea regény trilógiájában, az Illuminatus!-ban (parodizáló szándékkal) a következő elméletek jelennek meg:
- George Washingtont hivatali idejében meggyilkolták és kicserélték Adam Weishaupttal. Velük kapcsolatban gyakran említik, hogy kendert termesztettek drogok céljával. Az Amerikai Egyesült Államok nagypecsétje előoldalán a fehérfejű rétisas található, amit az állam Washington javaslatára választott meg így, amivel tulajdonképp Weishaupt állított magának emléket.
- A hippi mozgalom „Flower Power“ fogalma is állítólag az illuminátusok jelszavára „Örök virág-erő (Ewige Blumenkraft)“ vezethető vissza.
- Adam Weishaupt állítólag nem alapítója az illuminátus rendnek, csupán reformálója. A valódi alapító nevét különböző módon adják meg, Hassan-i Sabbah, Galileo Galilei, Lucifer, Lilit csupán néhány az állítólagos alapítók közül.
- Adam Weishaupt állítólag jezsuita, illetőleg részese a jezsuiták világméretű összeesküvésének.

## Művei
- Oratio panegirica in Laudem Egolphi a Knoeringen Episcopi quondam Augustani (1768)
- De Lapsu Academiarum Commentatio Politica (1775)
- Vollständige Geschichte der Verfolgung der Illuminaten in Bayern (1785)
- Apologie der Illuminaten (1786)
- Schilderung der Illuminaten (1786)
- Über Materialismus und Idealismus (1786)
- Einleitung zu meiner Apologie (1787)
- Kurze Rechtfertigung meiner Absichten (1787)
- Nachtrag zur Rechtfertigung meiner Absichten (1787)
- Das verbesserte System der Illuminaten (1787)
- Apologie des Misvergnügens und Übels (1787)
- Nachtrage von weitern Originalschriften, welche die Illuminatensekte überhaupt, sonderbar aber den Stifter derselben Adam Weishaupt, betreffen, und bey der auf dem Baron Bassusischen Schloß zu Sandersdorf, einem bekannten Illuminaten-Neste, vorgenommenen Visitation entdeckt, sofort auf Churfürstlich höchsten Befehl gedruckt und zum geheimen Archiv genommen worden sind … (1787)
- Über die Gründe und Gewißheit der Menschlichen Erkenntniß (1788)
- Über die Kantischen Anschauungen und Erscheinungen (1788)
- Zweifel über die Kantischen Begriffe von Zeit und Raum (1788)
- Pythagoras, oder Betrachtungen über die geheime Welt- und Regierungskunst (1790)
- Über Wahrheit und sittliche Vollkommenheit (1793)
- Über die Lehre von den Gründen und Ursachen aller Dinge (1794)
- Über die Selbsterkenntnis, ihre Hindernisse und Vorteile (1794)
- Die neuesten Arbeiten des Spartacus (d. i. Adam Weishaupt) und Philo (d. i. Adolph Freiherr von Knigge) in dem Illuminaten-Orden (1794, hrsg. Ludwig Adolf Christian Grolmann)
- Philo an die versammelten Repräsentanten des Wirtembergischen Volks (1797)
- Über die Zwecke oder Finalursachen (1797)
- Über die Hindernisse der baierischen Industrie und Bevölkerung (1802)
- Die Leuchte des Diogenes (1804)
- Über die Staats-Ausgaben und Auflagen (1817)
- Über das Besteuerungs-System (1818)

## Fordítás
- Ez a szócikk részben vagy egészben  az   Adam Weishaupt című német Wikipédia-szócikk ezen változatának fordításán alapul.  Az eredeti cikk szerkesztőit annak laptörténete sorolja fel. Ez a jelzés csupán a megfogalmazás eredetét és a szerzői jogokat jelzi, nem szolgál a cikkben szereplő információk forrásmegjelöléseként.